# Alain Roullier
Pour les articles homonymes, voir Roullier.
Alain Roullier, né le 18 septembre 1946 à Nice et mort le 26 janvier 2014 dans la même ville, est un écrivain, historien et homme politique français se réclamant du nationalisme niçois,.

## Biographie

### Origines familiales
Il a relevé le patronyme de ses ancêtres maternels niçois,,,,, et porte légalement le nom de Roullier-Laurens à partir d'octobre 2009.

### Carrière d'auteur

Alain Roullier (deuxième en partant de la gauche) lors de la conférence "hommage international à James Baldwin" à l'UNESCO le 3 décembre 1998

Il est l’auteur de plusieurs ouvrages historiques ou biographiques, notamment Le Gardien des âmes (1998), récit autour de la vie de l’écrivain afro-américain James Baldwin qui lutta pour les droits de la communauté noire aux côtés de Martin Luther King, préfacé par Jack Lang. En tant que conférencier à l’UNESCO, Alain Roullier organise en 1998 un hommage international à James Baldwin ,,,, projet associé à l’UNESCO, dans le cadre de « La route de l’esclave » lancée à l'initiative de cette institution.
Il organise des manifestations officielles dans la grande salle de l’UNESCO à Paris, à Saint-Paul-de-Vence, dans les amphithéâtres des facultés de Lettres de Nice et de Nantes, à Salon-de-Provence, ainsi que des conférences dans diverses villes. Cette action lui vaut l’amitié d’Aimé Césaire qui le remercie en 2004 par l’envoi de sa photographie dédicacée et l’un de ses ouvrages, portant la dédicace suivante : « À Alain Roullier pour le remercier de nous ouvrir la porte de la civilisation universelle à partir de la culture, ou plutôt des cultures particulières. Votre œuvre est une belle leçon d’humanisme vrai. En très réelle sympathie. Aimé Césaire ; Fort-de-France, le 1er juillet 2004 ».

### Historien de Nice
Alain Roullier contribue notablement au soutien et à la promotion de la culture niçoise par ses chroniques dans divers journaux et revues niçoises ; il est, jusqu’en 2001, membre du comité de rédaction de la revue niçoise Le Sourgentin dans laquelle il publie de 1992 à 2001 de très nombreux articles culturels et historiques, constituant parfois le thème central de la revue, comme « Les Russes à Nice » , « Le Palais de la Méditerranée », ou « Le marché au puces de Nice » . De même, il participe à la sauvegarde de l’ensemble des archives du prestigieux Palais de la Méditerranée de Nice  (vouées à la destruction par ses propriétaires koweïtiens) lesquelles témoignent d'un demi-siècle de vie culturelle niçoise entre 1929 et 1976. Il défend également l’intégrité de la façade du Palais de la Méditerranée due au grand sculpteur Antoine Sartorio et classée à l’inventaire supplémentaire des monuments historiques par Jack Lang. Fondateur de l’association « Palais Méditerranée », il dépose un recours devant le tribunal administratif de Nice et fait annuler un projet de construction déposé par la société FRADIM, lequel prévoyait l’érection de bâtiments dépassant en hauteur la façade classée, qui auraient défiguré la promenade des Anglais.
Alain Roullier permet par ses recherches de faire découvrir de très rares ouvrages d’auteurs niçois du XIXe siècle, en les traduisant de l’italien et en les faisant publier. En 2006, paraît ainsi dans la collection « Les Cahiers de l’annexion » (FEEL) Nice contemporaine (dont on ne connaît que trois exemplaires) publié à Londres en 1871 par l’érudit et conspirateur républicain Henri Sappia, qui fonda plus tard la revue Nice historique et l’Acadèmia nissarda ; cet ouvrage fut interdit par la Troisième République et pilonné dès son entrée en France, car il évoquait entre autres des événements dont il avait été témoin oculaire, comme la brutale répression militaire du soulèvement séparatiste à Nice, après la confiscation des élections législatives du 8 février 1871, lesquelles avaient donné dans l’ancien pays de Nice une écrasante majorité de 95 % à trois candidats séparatistes : Garibaldi, Piccon et Bergondi. En 2009, paraît le Nice 1792 - 1814, ouvrage rare du Niçois Joseph André (Giuseppe André), qui relate l’invasion révolutionnaire à Nice, la résistance des Barbets et les multiples exécutions, pillages et exactions que subit Nice de 1792 jusqu’en 1814. En 2011, paraît Souvenirs historiques et documentés de 1860 de Pierre-Louis Caire, qui à l’âge de 19 ans assista à l’annexion de Nice et s’exila en Italie où il devint magistrat. Ces trois ouvrages de l’histoire de Nice révèlent ainsi une autre version de l’histoire de Nice.
Dans un autre registre, Alain Roullier, auteur de Raspoutine est innocent  et spécialiste des trois derniers règnes russes, organise entre 1996 et 1998 « Les Fêtes russes », avec Charles Minetti, adjoint à la culture de Villefranche-sur-Mer, lesquelles commémorent le 150e anniversaire de l’arrivée à Villefranche et à Nice en 1856, de la tsarine Alexandra Féodorovna, veuve de Nicolas Ier. Alain Roullier, obtient du prince Nikita Romanov, descendant de la tsarine Alexandra, qu’il préside les Fêtes russes. Une avenue Alexandra-Féodorovana est inaugurée à Villefranche et Alain Roullier prête son importante collection de raretés russes, pour la prestigieuse exposition qui a lieu à la citadelle de la même ville. Les Fêtes russes se poursuivent à Nice, à l’hôtel Négresco et au château des Ollières, ancienne résidence du prince Lobanov-Rostovski, ministre libéral d’Alexandre II. Pour le remercier de son action, Charles Minetti, propose à Alain Roullier la citoyenneté d’honneur de Villefranche ; très peu sensible aux honneurs, il refuse d’abord, puis ne peut que céder, quand son interlocuteur et ami lui fait justement valoir, que le dernier récipiendaire en date de cette qualité, est Jean Cocteau et que nul homme cultivé ne pouvait refuser ce que Cocteau avait accepté.

### Peintre et sculpteur

Tableau "hommage à James Baldwin" par Alain Roullier

Bien qu’il n’en fasse pas référence dans ses biographies, considérant que c’est un aspect personnel de son parcours, Alain Roullier est également peintre et sculpteur reconnu. Titulaire de plusieurs médailles d’or et d’argent, obtenues lors d’expositions notamment à Arles, Marseille, Aix-en-Provence, il présente, entre autres, à une exposition « Art Jonction » de Nice, une importante sculpture La Mémoire de l'Art. Il est classé dans la mouvance du mouvement « Figuration libre » et figure à ce titre au Bénézit.

### Carrière politique
Président fondateur du mouvement régionaliste niçois, la Ligue pour la restauration des libertés niçoises (LRLN), Alain Roullier veut prouver, par son ouvrage Nice, demain l’indépendance (France Europe éditions, 2003) la caducité du traité de Turin de 1860 et faire reconnaître les Niçois en qualité de « peuple avec des droits légitimes à l’autodétermination » notamment par l’autonomie ou l’indépendance du Pays de Nice.
En mars 2001, Alain Roullier mène une liste aux élections municipales à Nice, où il n'obtient que 1,64 % des voix. Candidat aux élections cantonales de 2008 à Nice dans le canton historique du Port, les électeurs le placent en troisième position, avec 5,68 % des voix, après le candidat de l’UMP, Éric Ciotti et celui du PS, Marc Concas, qui sera réélu au second tour. Aux municipales qui ont lieu en même temps, il figure en onzième place sur la liste municipale du sénateur-maire de Nice Jacques Peyrat qui est battu en arrivant en troisième position. Roullier n'est pas élu mais peut entrer au conseil municipal de Nice en cas de démission de deux des neuf élus de cette liste. À la suite d'un article de L’Express faisant référence à la LRLN et son président, ainsi qu'à Nissa Rebela, le responsable de la publication de ce magazine et les rédactrices sont attaqués en diffamation et déférés devant le tribunal correctionnel de Nice. [réf. nécessaire] Les deux journalistes ainsi que le directeur de la publication de l’hebdomadaire sont relaxés, le parquet et le plaignant font alors appel.[réf. nécessaire]
En 2007, à l’occasion du 200e anniversaire de la naissance de Garibaldi à Nice, Alain Roullier organise dans la ville d'importantes cérémonies et fonde l’Institut garibaldien de Nice, dont le président d'honneur est Giuseppe Garibaldi, descendant direct du héros, conservateur du musée Garibaldi à Caprera et président de l'Institut international pour l'étude Garibaldi, de Rome. De même, il s’oppose fermement au déplacement (qui aura lieu) -d'une dizaine de mètres- de la statue de Garibaldi se trouvant à Nice, au centre de la place qui porte son nom,,.
Le 24 mars 2010, jour du 150e anniversaire de la signature du traité de Turin qui céda Nice et la Savoie à la France, il signe à Genève une déclaration, conjointement avec Jean de Pingon, fondateur de la Ligue savoisienne. Dans ce texte, les signataires informent les puissances parties au traité de Paris du 10 février 1947, de l’abrogation du traité de Turin, du fait du non-respect par la France des dispositions impératives énoncées à l’article 44 du traité de Paix. Ils demandent en conséquence qu’en raison du nouvel état de droit en résultant, les Niçois et les Savoisiens soient consultés officiellement et puissent manifester librement leur volonté, quant au destin politique de leurs pays, par un vote organisé et contrôlé par l’ONU.
Le même jour, Alain Roullier-Laurens fonde le Parti niçois/Partit Nissart dont le but est de réunir la société civile niçoise pour la défense des intérêts de Nice.
Il se déclare de nouveau candidat aux élections municipales à Nice. C'est alors qu'il est retrouvé mort à son domicile le 26 janvier 2014. Il sera inhumé au cimetière de Tourette-du-Château, village de l'arrière-pays niçois.

## Œuvres
- Raspoutine est innocent, France Europe éditions, 1998
- Alain Roullier, Le Gardien des âmes, France Europe éditions, 1998,  (ISBN 2-913197-01-9), identifiant pérenne de la notice Sudoc http://www.sudoc.fr/045791643 . Ouvrage préfacé par Jack Lang[10].
- Révélations, France Europe éditions, 1999
- Nice, demain l’indépendance, France Europe éditions, 2003,  (ISBN 2848250267) ou  (ISBN 978-2848250267) (EAN), identifiant pérenne de la notice Sudoc http://www.sudoc.fr/07427628X
- Alain Roullier-Laurens, Garibaldi et Nice, France Europe éditions, 2009,  (ISBN 978-2-84825-235-3), identifiant pérenne de la notice Sudoc http://www.sudoc.fr/142363391 . Ouvrage préfacé par Giuseppe Garibaldi, descendant direct de Jòusé Garibaldi [35].
- La Vérité sur l’annexion de Nice, France Europe éditions, 2010
- Masséna, la trahison, les lauriers et les ombres, France Europe Éditions, 2010